# Szubiwka
Szubiwka (ukr. Шубівка) – wieś na Ukrainie, w obwodzie kijowskim, w rejonie obuchowskim, nad Rosawą. W 2001 roku liczyła 704 mieszkańców.
Pierwsza wzmianki o miejscowości pochodzą z XVIII wieku, kiedy nosiła nazwę Szubyna Hrebla.